# Karin Riis-Jørgensen
Karin Riis-Jørgensen este un om politic danez, membru al Parlamentului European în perioada 1999-2004 din partea Danemarcii.
1. 1 2  The International Who's Who of Women 2006[*] Verificați valoarea |titlelink= (ajutor)
2. ↑   (PDF) http://italien.um.dk/~/media/Italien/Documents/CV%20Ambassador%20Birger%20Riis-Joergensen.pdf Lipsește sau este vid: |title= (ajutor)
3. ↑  Deputații în Parlamentul European